# Tabing
Tabing is een bestuurslaag in het regentschap Kampar van de provincie Riau, Indonesië. Tabing telt 1495 inwoners (volkstelling 2010).